# Бистшиця-Нова
Бистшиця-Нова (пол. Bystrzyca Nowa) — село в Польщі, у гміні Стшижевиці Люблінського повіту Люблінського воєводства.
Населення — 380 осіб (2011).
У 1975-1998 роках село належало до Люблінського воєводства.

## Демографія
Демографічна структура станом на 31 березня 2011 року:
|          | Загалом | Допрацездатний вік | Працездатний вік | Постпрацездатний вік |
| -------- | ------- | ------------------ | ---------------- | -------------------- |
| Чоловіки | 184     | 39                 | 127              | 18                   |
| Жінки    | 196     | 37                 | 119              | 40                   |
| Разом    | 380     | 76                 | 246              | 58                   |